# Катыльга
Катыльга (южноселькупск. Ӄа́ттэл кы — зимняя река) — река в Томской области России. Устье реки находится в 452 км по левому берегу реки Васюган. Длина реки составляет 120 км.
Катыльга и её крупнейший приток Еллёкулунъях были освоены нефтяниками в конце 1970-х годов, вдоль рек построены дороги и вахтовые посёлки Катыльга, Пионерный, Первомайский, обслуживающие Западно-Катыльгинское месторождение.

## Данные водного реестра
По данным государственного водного реестра России относится к Верхнеобскому бассейновому округу, водохозяйственный участок реки — Васюган, речной подбассейн реки — Васюган. Речной бассейн реки — (Верхняя) Обь до впадения Иртыша